# عبد العزيز بن عبد الله الحصين
الشيخ عبد العزيز بن عبد الله الحصين هو عبد العزيز بن عبد الله بن محمد بن أحمد بن محمد الحصين الناصري التميمي النجدي الحنبلي, ولد في عام 1154هـ, في قرية الوقف وهي قرية من قرى الوشم.

## حياته العلمية
طلب العلم على يد قاضي البلدة الشيخ إبراهيم بن محمد الاشيقري, ثم انتقل إلى الدرعية وطلب العلم على يد محمد بن عبد الوهاب, وقرأ على الشيخ حمد بن معمر الفقه والحديث والتفسير واللغة العربية.

## منصبه
عينه الامام محمد بن سعود قاضيا لمنطقة الوشم ,واستمر قاضيا في عهد الأئمة الثلاثة ,عبدالعزيز بن محمد، وسعود بن عبدالعزيز , وعبدالله بن سعود, وصار المفتي والخطيب لتلك المنطقة والمرجع في الامور الشرعية.

## تلامذته
تتلمذ على يده عدد من قضاة المسلمين منهم الشيخ عبد الله بن عبد الرحمن «أبا بطين» والشيخ إبراهيم بن سيف قاضي سدير أثناء فترة حكم عبد الله بن سعود ثم كان قاضيا لمدينة الرياض في عهد الإمام تركي بن عبد الله ، ومن تلاميذه أيضاً الشيخ غنيم بن سيف والشيخ عبد الله بن سيف اللذان توليا على انفراد القضاء في مدينة عنيزة ، وأخذ عنه أيضا القاضي في بلد القرائن في الوشم في عهد الإمام سعود , ومن تلاميذه أخوه الشيخ محمد بن عبد الله الحصين الناصري التميمي جد الأسرة المعروفة بآل الحصين، وغيرهم كثير

## مؤلفاته
ألَف مجموعة من الرسائل في (مجموعة الرسائل والمسائل النجدية), ومنها رسالة في معنى العبادة وتبلغ 64 صفحة

## وفاته
توفي في بلدة شقراء في 12رجب 1237هـ, وليس له عقب إلا بنات , فآل حصين الموجودون الآن هم ذرية أخيه محمد لا ذريته.